# Université de la Caraïbe du nord
L’université de la Caraïbe du nord (en anglais : Northern Caribbean University ou NCU) est une université adventiste du septième jour. Le campus principal est situé à environ cinq kilomètres de Mandeville à la Jamaïque. Fondée en 1907 en tant que West Indian Training School, à Bog Walk, une ville de la paroisse Sainte-Catherine, c'est la plus ancienne institution d'éducation tertiaire privée de l'île.

## Campus

### Histoire
West Indian Training School (l'école de formation des Indes Occidentales) en 1919, puis West-Indies College (College des Indes Occidentales) furent les premiers noms de l'université sur le site actuel de Mandeville. Avant cela, l'école était à Riversdale (en), près de Bog Walk dans la paroisse Sainte-Catherine. Elle ferma en 1913. En 1924, l'institution commença à offrir des cours undergraduate du premier cycle universitaire. À partir de 1959, elle décerna des baccalaureate degrees (licences). Le 24 juin 1999, elle devint l'université de la Caraïbe du nord, offrant désormais des formations post-graduate pour l'acquisition de masters et de doctorats.

### Organisation
L'effectif de l'université de la Caraïbe du nord excède plus de 5600 étudiants en provenance de plus de 35 pays,. L'institution est répartie sur quatre sites : 
- Le campus principal de Mandeville est au centre de la Jamaïque, dans la paroisse de Manchester et le comté de Middlesex. Dans la région de Mandeville, le climat est presque méditerranéen par sa fraîcheur permanente. Par la route, le campus est à une heure et demie de Kingston, la capitale de la Jamaïque. Les autres campus sont situés à : 
  - Kingston à l'est de l'île, dans la paroisse de Kingston et le comté de Surrey.
  - Montego Bay à l'ouest de l'île, dans la paroisse de Saint James et le comté de Cornwall.
  - Runaway Bay au centre de l'île, dans la paroisse de Saint Ann et le comté de Middlesex.

NCU décerne des associate degrees (deux ans d'étude) et des undergraduate degrees (quatre ans) en communication, musique, espagnol, art visuel, biologie, histoire, chimie, textiles, informatique, tourisme, mathématiques, éducation familiale, justice criminelle, technologie médicale, infirmerie, psychologie, psychologie scolaire, enseignement primaire, piano, counselling, ingiénerie, gestion, commerce, théologie et géographie environnementale appliquée.     
NCU décerne des masters en santé publique, MBA, éducation, biologie, informatique, ministère chrétien, religion, counselling et science de l'environnement, ainsi que des Ph.D (doctorats) en théologie pratique, counselling, éducation et biologie.

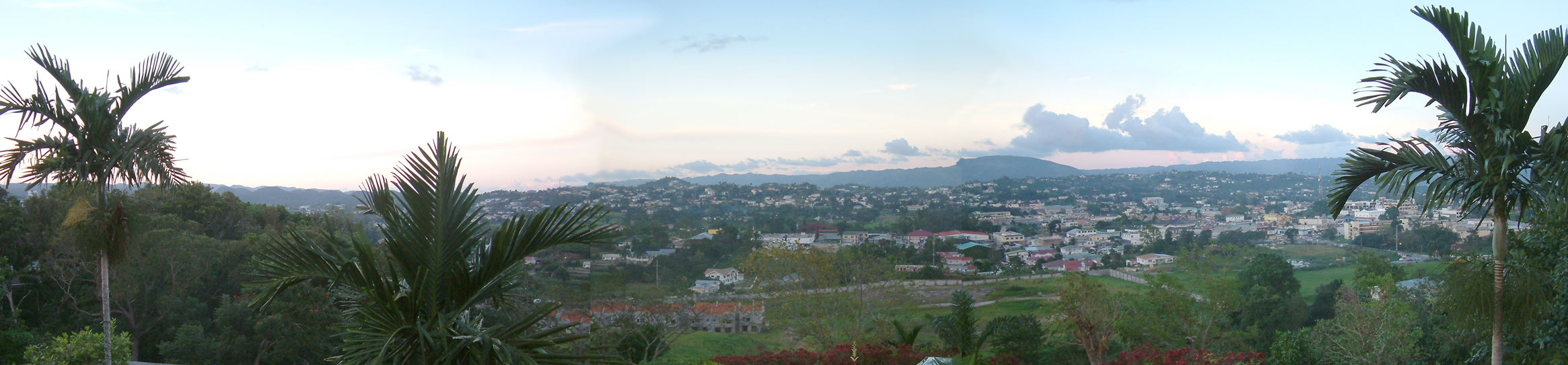
Panorama de Mandeville

### Affiliations
NCU est membre du Association of Caribbean Tertiary Institutions (ACTI) --- l'association des institutions tertiaires de la Caraïbe. L'institution est aussi affiliée à l'université Andrews, l'université de Loma Linda et le College of the Bahamas.

### Centre de recherche
NCU possède un centre de recherche Ellen White, affilié au Ellen G. White Estate.

### Honneurs
NCU reçut une attention mondiale quand une équipe d'étudiants en informatique de l'université gagna la « World Microsoft Imagine Cup » de 2010 à Varsovie en Pologne,.

### Bâtiments historiques
Quatre bâtiments de NCU sont déclarés des sites historiques nationaux par le Jamaica National Heritage Trust : Rose Cottage, Siberia, la chapelle et une autre structure ancienne,.

## Source
- Annuaire 2006-2007 des centres universitaires adventistes, Adventist Accrediting Association.